# مارسيلو بينيتيز
مارسيلو بينيتيز (بالإسبانية: Marcelo Benítez)‏ هو لاعب كرة قدم أرجنتيني في مركز الوسط، ولد في 26 مايو 1989 في سانتا في في الأرجنتين. شارك مع منتخب الأرجنتين تحت 20 سنة لكرة القدم. أما مع النوادي، فقد لعب مع تاليريس كوردوبا وتيرو فيديرال.

## وصلات خارجية
- مارسيلو بينيتيز على موقع قاعدة بيانات كرة القدم.إي يو (الإنجليزية)
- مارسيلو بينيتيز على موقع Soccerway.com (الإنجليزية)
- مارسيلو بينيتيز على موقع عالم كرة القدم.نت (الإنجليزية)